# SITOR

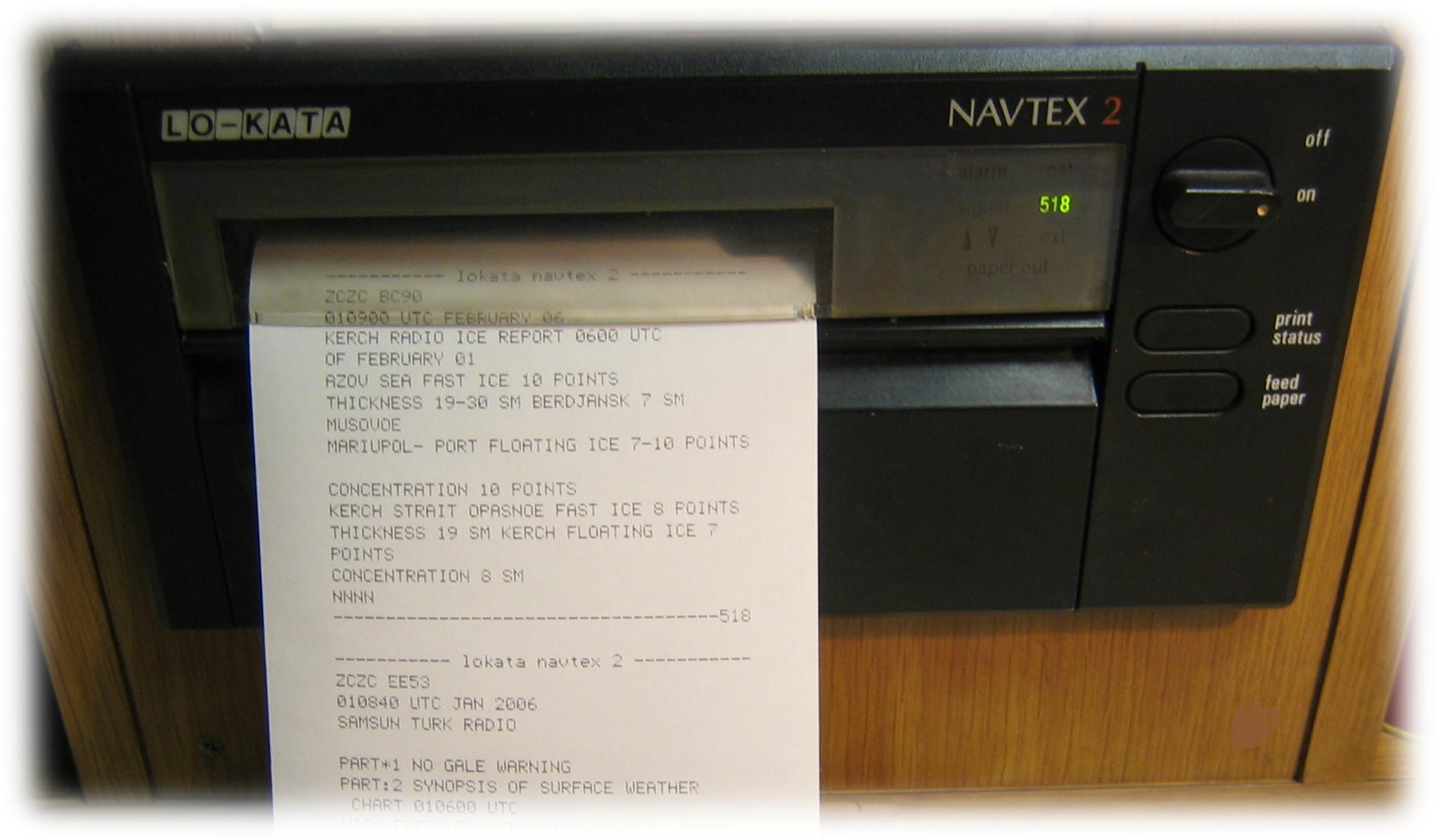
SITOR-Empfänger auf einem Seeschiff für den Empfang von NAVTEX-Nachrichten, eingestellt auf 518-kHz-Mittelwelle

Als SITOR (Simplex Teletype Over Radio) wird ein Funkfernschreibverfahren im Seefunkdienst bezeichnet. Die Technologie ist im Amateurfunk als  Amateur Teleprinting Over Radio, kurz AMTOR bekannt.
SITOR wird in zwei Modi eingesetzt: ARQ Automatic Request und FEC Forward Error Correction. Bei ARQ bestätigt der Empfänger den korrekten Empfang der gesendeten Zeichen, bei FEC werden die Zeichen redundant ausgesendet. Während ARQ heutzutage nur noch selten verwendet wird, kommt FEC weiterhin zum Einsatz, z. B. bei NAVTEX auf 518 kHz. Dabei handelt es sich um ein weltweites Sicherheits- und Wetterinformationssystem für die Seeschifffahrt. SITOR-Aussendungen werden in Dreierblocks gesendet. Eine Aussendung ist also 3 Zeichen lang. Ein Zeichen ist 7 Bit breit. Die Geschwindigkeit der Aussendung beträgt 100 Baud. Im ARQ-Verfahren wartet der Sender 240 Millisekunden lang auf eine Antwort des Empfängers. Die Shift, also die Differenz zwischen niederem und höheren Ton, beträgt 170 Hertz bei einer Mittenfrequenz von 1700 Hertz. Technisch gesehen ist SITOR mit Digital Selective Calling verwandt, einem Selektivrufverfahren im UKW-, Grenz- und Kurzwellenfunkbetrieb. Baudraten und Niederfrequenzen sind dieselben.
In der Vergangenheit betrieben die Küstenfunkstellen umfassende SITOR-ARQ-Netze auf Mittel-, Grenz- und Kurzwelle. Auch die United States Coast Guard betrieb ein weltweites Netz zur Übermittlung von AMVER-Nachrichten. 2008 bzw. 2012 wurden diese Dienste abgeschaltet. Die Deutsche Küstenfunkstelle Norddeich Radio stellte bereits 1997 ihren SITOR Sendebetrieb ein. Wie im Amateurfunk wurde ARQ im Bereich Seefunk durch PACTOR ersetzt.